# DAY 1
「DAY 1」 は、日本のロックバンド、黒夢のシングル。2015年2月3日、2月5日、2月9日にFULLFACE RECORDSから会場限定にて発売された。

## 概要
- 復活後8枚目のシングル。
- 2015年2月3日 新木場STUDIO COAST、2月5日 なんばHatch、2月9日 Zepp Nagoyaにて行われた「黒夢 DEBUT 20TH ANNIVERSARY TOUR 2014 BEFORE THE NEXT SLEEP VOL. 2 『毒と華』」の3会場限定で発売された。
- 12cmCD、DVD、32Pパンフレット付豪華版と12cmCDのみの通常盤の2種類が発売された。

## 収録曲
| 全作詞・作曲: 清春。 |           |           |            |      |      |
| #                    | タイトル  | 作詞      | 作曲・編曲 | 編曲 | 時間 |
| 1.                   | 「DAY 1」 | 清春      | 清春       | 人時 | 3:55 |
| 合計時間:            | 合計時間: | 合計時間: | 3:55       |      |      |

| #  | タイトル                 | 作詞 | 作曲・編曲 | 時間 |
| -- | ------------------------ | ---- | ---------- | ---- |
| 1. | 「DAY 1 (MUSIC VIDEO) 」 |      |            | 5:47 |